# Луна (окръг)
Вижте пояснителната страница за други значения на Луна.
Окръг Луна (на английски: Luna County) е окръг в щата Ню Мексико, Съединени американски щати. Площта му е 7679 km², а населението – 24 078 души (2017). Административен център е град Деминг.